# Oppidum de Saint-Julien
L'oppidum de Saint-Julien est un site protohistorique celto-ligure, situé sur la commune de La Bastidonne, dans le département de Vaucluse, région Provence-Alpes-Côte d'Azur, en France.
Perché sur son promontoire (colline de Saint-Julien), ses restes sont encore largement visibles sous la forme de murets de pierre, de pierrailles et d'un fond de citerne protohistorique. Ses murs en pierre sèche (remparts et murs intérieurs) atteignent par endroit 2,5m à 3m et le site est notable par l'extension de son rempart, dont le tracé est encore quasi complet, sur plus de 400 m.

## Présentation

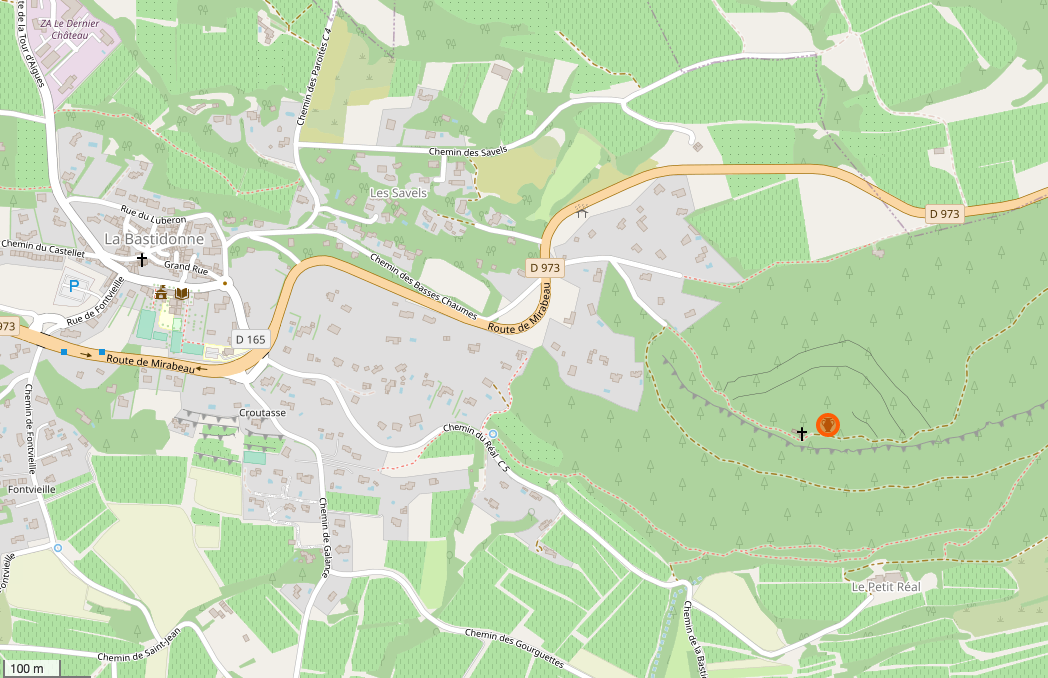
Carte OSM de l'Oppidum de Saint-Julien (point orange) par rapport au village de La Bastidone

Sur le plateau de Saint-Julien (alt. max. 450 m) à 1,5 km à l'est du village, se trouve l'oppidum avec sa ceinture semi-circulaire murée.
Datant au moins de la période laténienne (âge du fer) – voire de la période de Hallstatt –, ce site aux dimensions relativement imposantes pour l'époque se trouvait sur le territoire des Dexivates, alliés des Salyens. Il aurait pu accueillir plusieurs dizaines de familles (jusqu'à plusieurs centaines de personnes en même temps).
Il est à considérer dans un ensemble plus vaste d'oppida, placés sur un axe est-ouest (massif du Luberon) et nord-sud selon les axes commerciaux et de communication à proximité (combe de Lourmarin, par exemple). Dans un rayon de quelques kilomètres se trouvaient notamment : l'oppidum des Pécouillons (Pertuis), l'oppidum des Treize Émines (Villelaure) ou encore l'oppidum du Castellar (Cadenet).

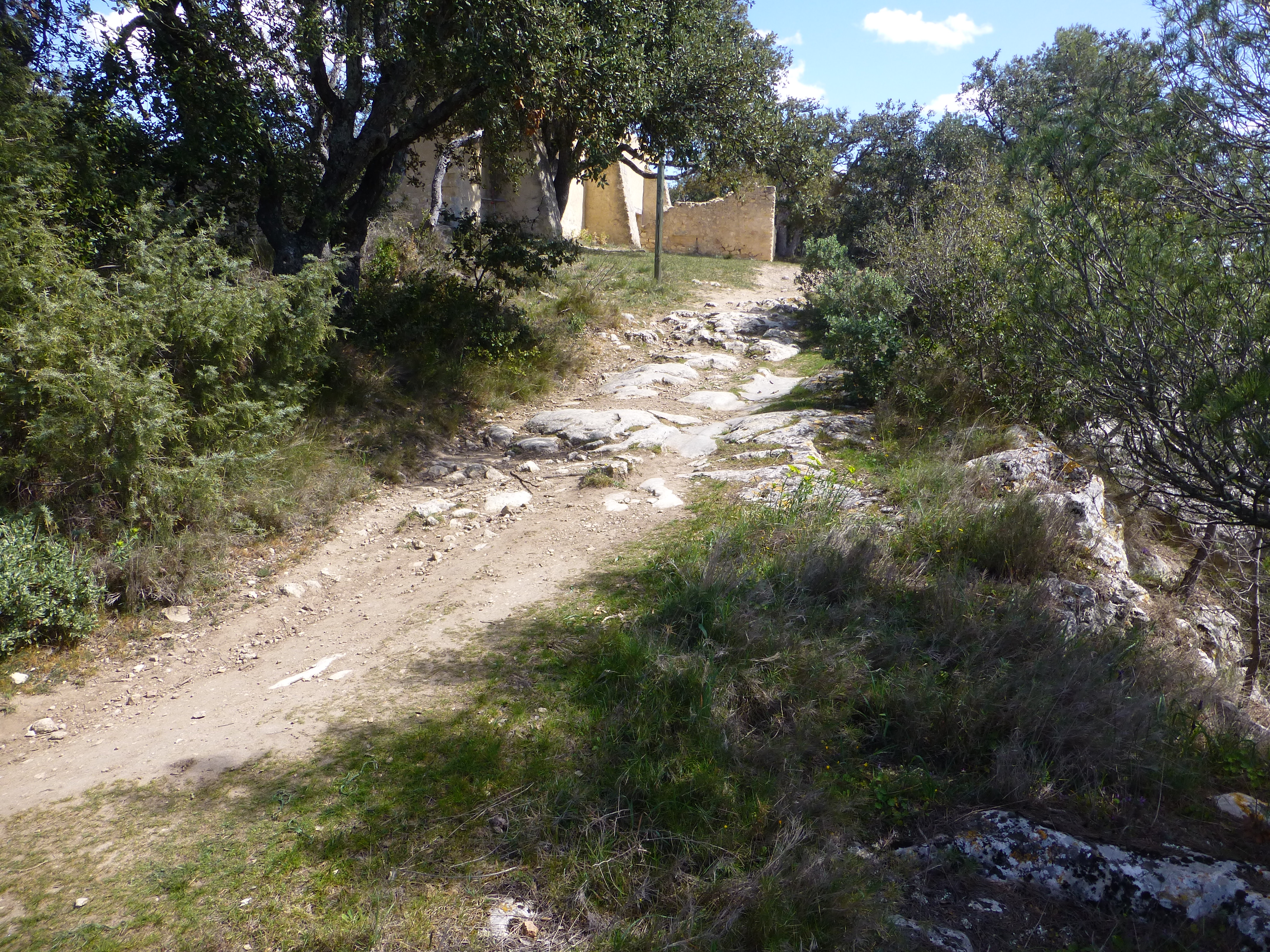
Accès au site de l'oppidum par l'ouest ;
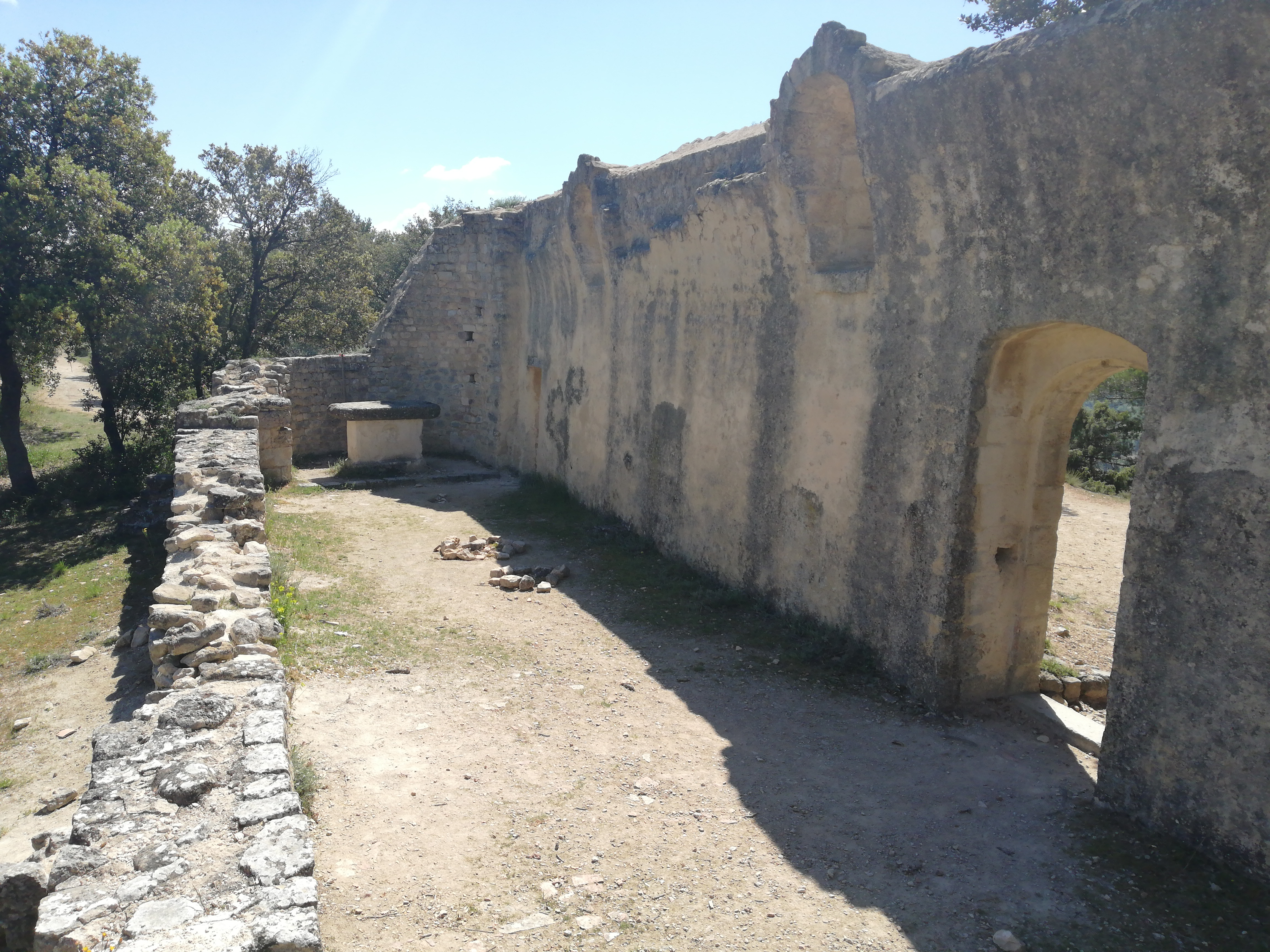
chapelle Saint-Julien (XIIe siècle) sur la colline du même nom, construite sur le site de l'oppidum ;

### Toponymie
Le toponyme actuel du site date du Moyen Âge. Le nom celto-ligure – ou grec – de l'oppidum ne nous est pas connu.

## Historique
Des tumuli au lieu-dit l'Agnel (commune de Pertuis) à quelques centaines de mètres au sud de Saint-Julien révèlent une occupation de la zone dès le néolithique.
Comme dans d'autres sites protohistoriques, ce n’est pas avant le VIe s. av. J.-C. – et plus précisément dans le dernier tiers de ce siècle – que se développent les habitats groupés de type oppida dans cette zone du sud-Luberon.
D'après les fouilles de Golosetti et al. (2010), on peut affirmer que l'oppidum a connu son plus fort développement, tant démographique qu'économique, au second âge du fer (IIe et Ier siècle avant notre ère).
Au cours de l'époque hellénistique, sous l'influence de la colonie phocéenne de Massalia, on y parlait certainement un patois gallo-grec, comme à Cadenet. De plus, il a été retrouvé à Saint-Julien des monnaies phocéennes, laissant penser que le site présentait une réelle activité commerciale pour la tribu dexivate ; il aurait pu être l'équivalent pastoral d'un emporion. En plus de ces monnaies massaliotes (drachmes, par exemple), ont été retrouvées des pièces de monnaie des Volques Arécomiques, indiquant une ligne commerciale qui s'étendait bien au delà de l'évidente influence marseillaise régionale.
Au cours de l'Antiquité, sous l'occupation romaine, se serait développé un habitat pastoral au pied sud de l'oppidum. L'habitat de hauteur aurait été quelque peu délaissé pour devenir un vicus ; en témoignent des façades à double parement et fondations de bâtiments, retrouvées entre d'énormes blocs de rochers en contrebas de la falaise.
Sous l'impulsion romaine, les grands domaines ruraux (villæ) se créent, rassemblant autour d'eux notamment des oliveraies, des vignobles et des cultures céréalières.
Des fondations modestes de thermes gallo-romains sont même retrouvées dans le vallat de Galance, au pied de l'oppidum.
Sur toute l'étendue du plateau, on peut encore remarquer au sol des débris de poterie (dolium, tegulæ, poteries campaniennes, etc.).
Le village fortifié aurait été habité au moins jusqu'au IIIe siècle de notre ère.
À la fin du haut Moyen Âge (vers le Xe siècle) l'oppidum n'est visiblement plus habité et un petit monastère se construit au lieu-dit Saint-Réal, au pied de la colline.
Au XIIe ou XIIIe siècle s'érige la chapelle Saint-Julien, de style roman provençal. Le bâtiment était encore entretenu et en service à la fin du XIXe siècle, mais l'industrialisation, la désertification des campagnes au profit des centres urbains et deux guerres mondiales ont eu raison de l'entretien de ce monument et de l'oppidum.

## Architecture
Les alentours immédiats de la colline présentent une particularité architecturale : des murs à deux parements – de l'époque romaine – ont été relevés au pied sud de la barre rocheuse. Ces murs et fondations pourraient avoir appartenu à de petits fermages.
Depuis le début du XXe siècle, on pense que ces murs à plusieurs parements sont ceux que César note dans sa Guerre des Gaules.
L'architecture des lieux ne peut être que déduite des fouilles et ruines présentes ; cependant, on dispose d'un savoir comparatif assez important sur les techniques de construction locales, notamment par rapport à des sites comme Entremont (Aix) ou Ensérune (Nissan-lez-Enserune).
Les murs en pierre sèche sont utilisés dans toute la Gaule méditerranéenne et il est indubitable que le rempart, mais aussi les murs internes au village, aient été bâtis comme cela ici également. Des parties de ces constructions sèches (notamment des terrasses) ont d'ailleurs résisté jusqu'à nos jours, en l'état. Les parties de murs protohistoriques les mieux conservées sont généralement celles utilisant des blocs cyclopéens.
Les sols étaient pour la plupart probablement laissés en terre battue (comme à Entremont, par exemple). Un revêtement de culasse de citerne est encore visible (voir photo ci-après : peut-être comme à Entremont, un mortier blanc ou rose, mélange de chaux et de sable).
Une des particularités du lieu est qu'un escalier dérobé est présent sur la face sud du relief ; il serait comparable en datation et en style (mais pas en taille) à celui du site du fort de Buoux.
Une sculpture représentant un lion accroupi est retrouvée en 1971, dans un champ autour du plateau. Son style se rapproche de la célèbre Tarasque de Noves.

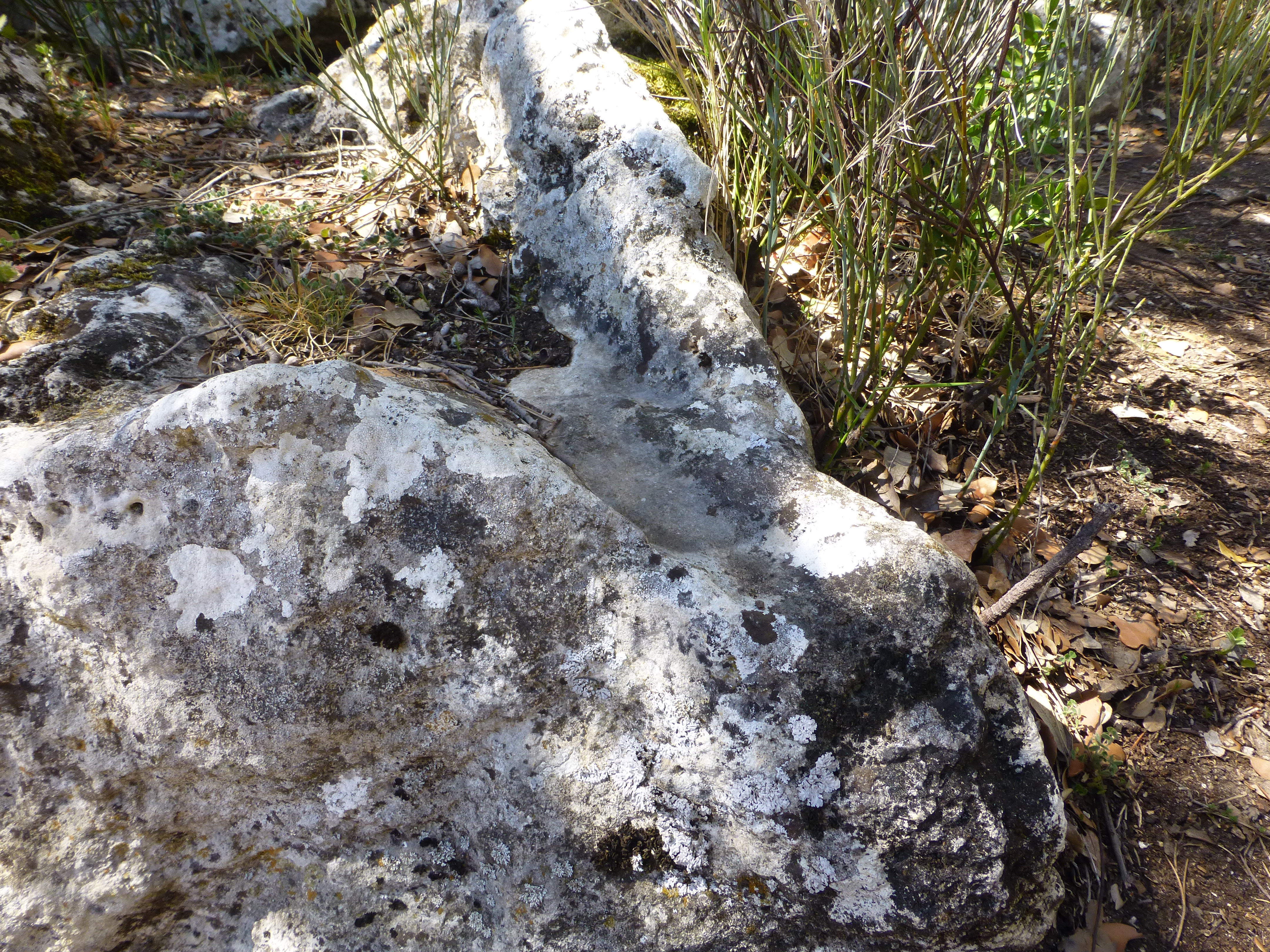
Pierre taillée (écoulement) près de la falaise (sud) ;
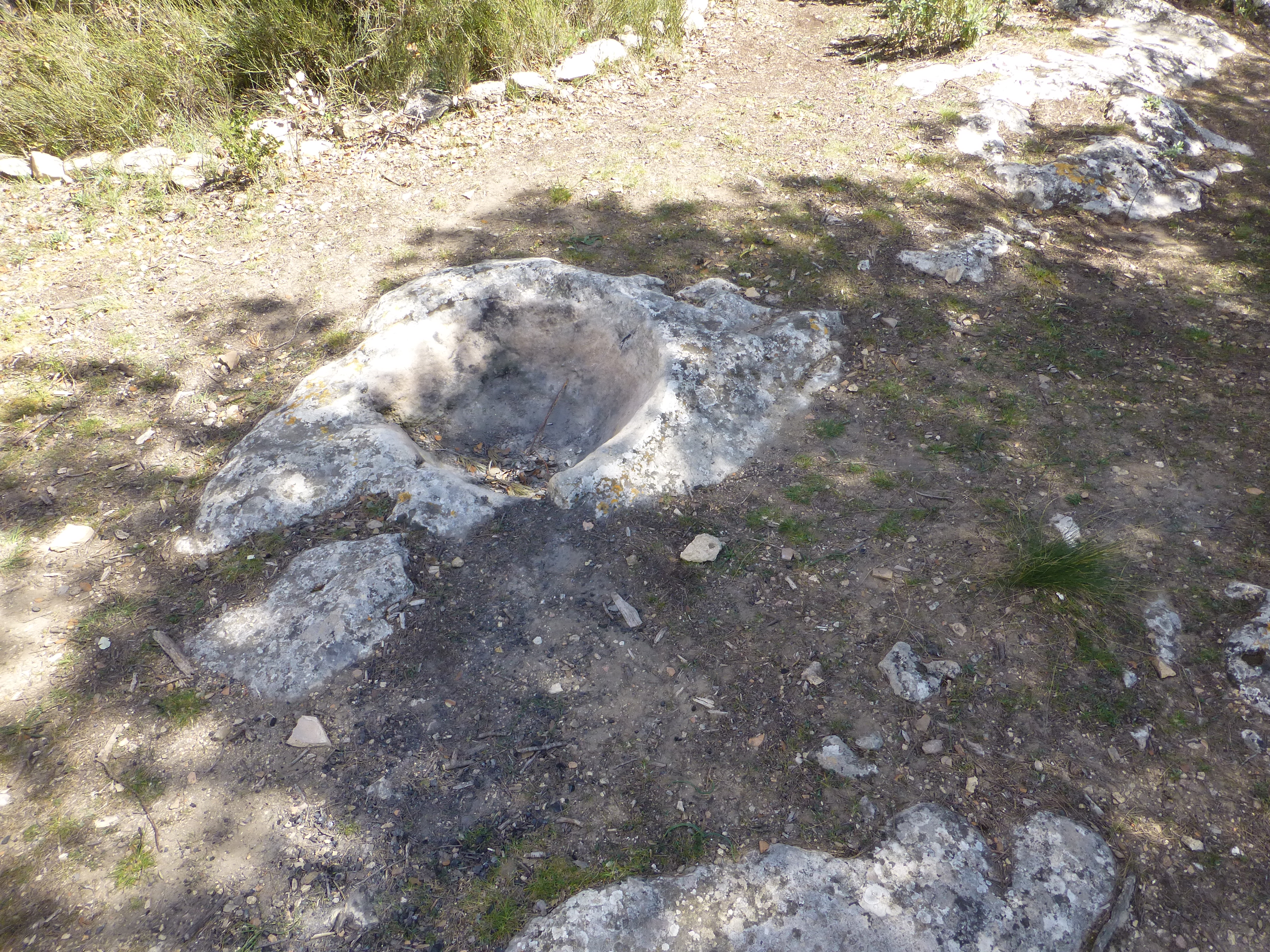
Fond de cuve ou citerne (2023) ;
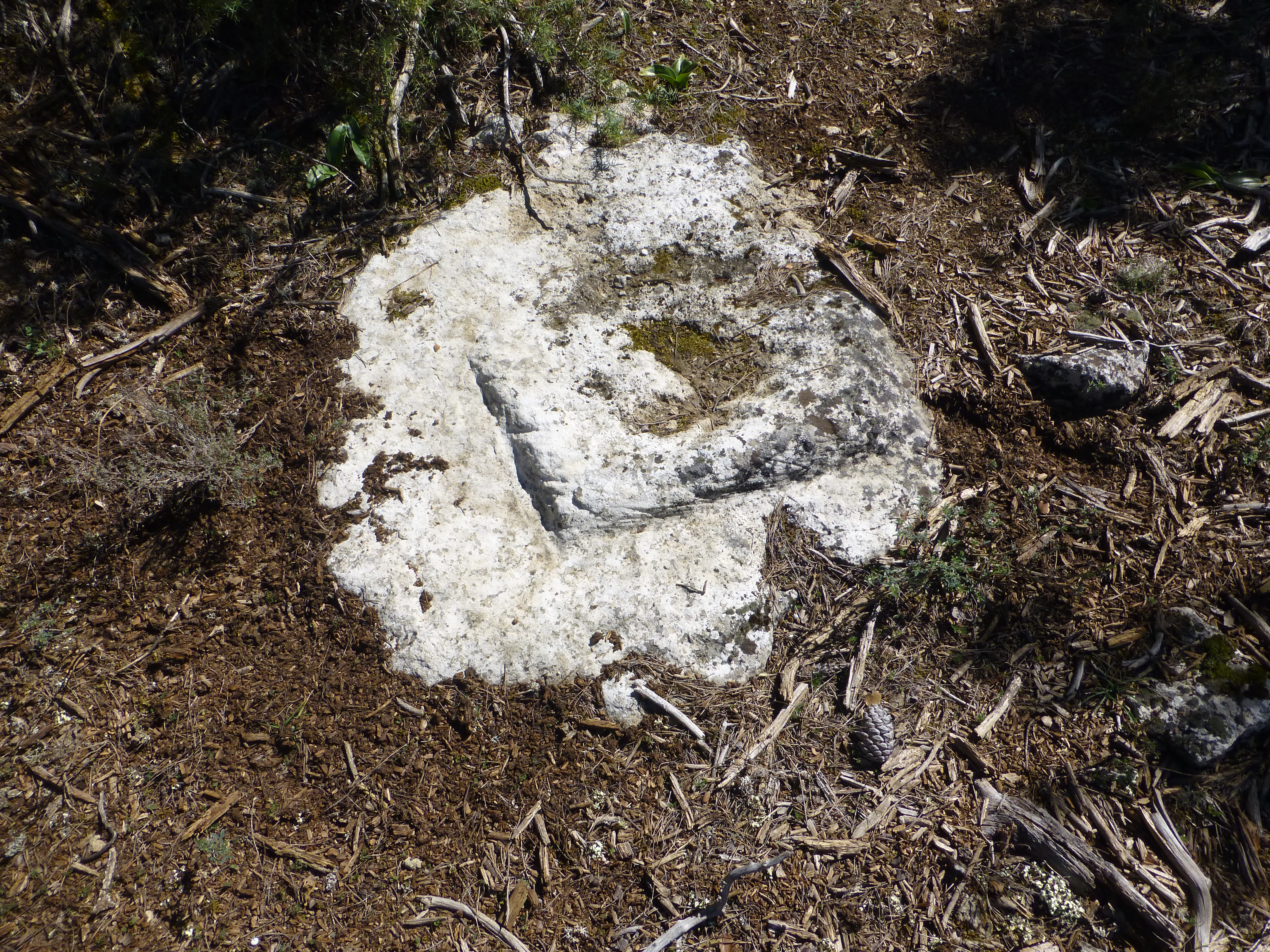
base de charpente (?) au centre de l'oppidum ;
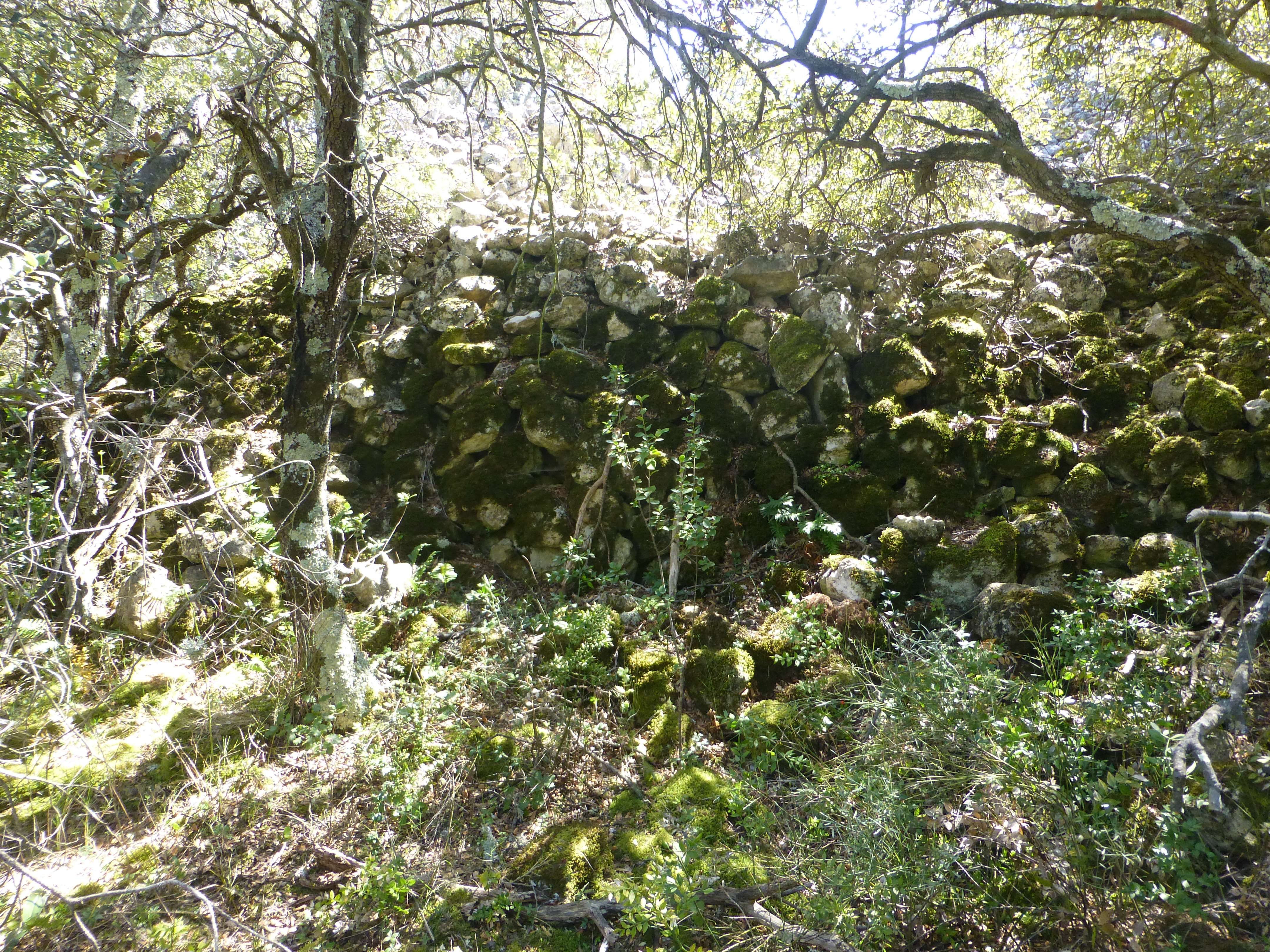
ruines d'un mur interne à l'oppidum ;
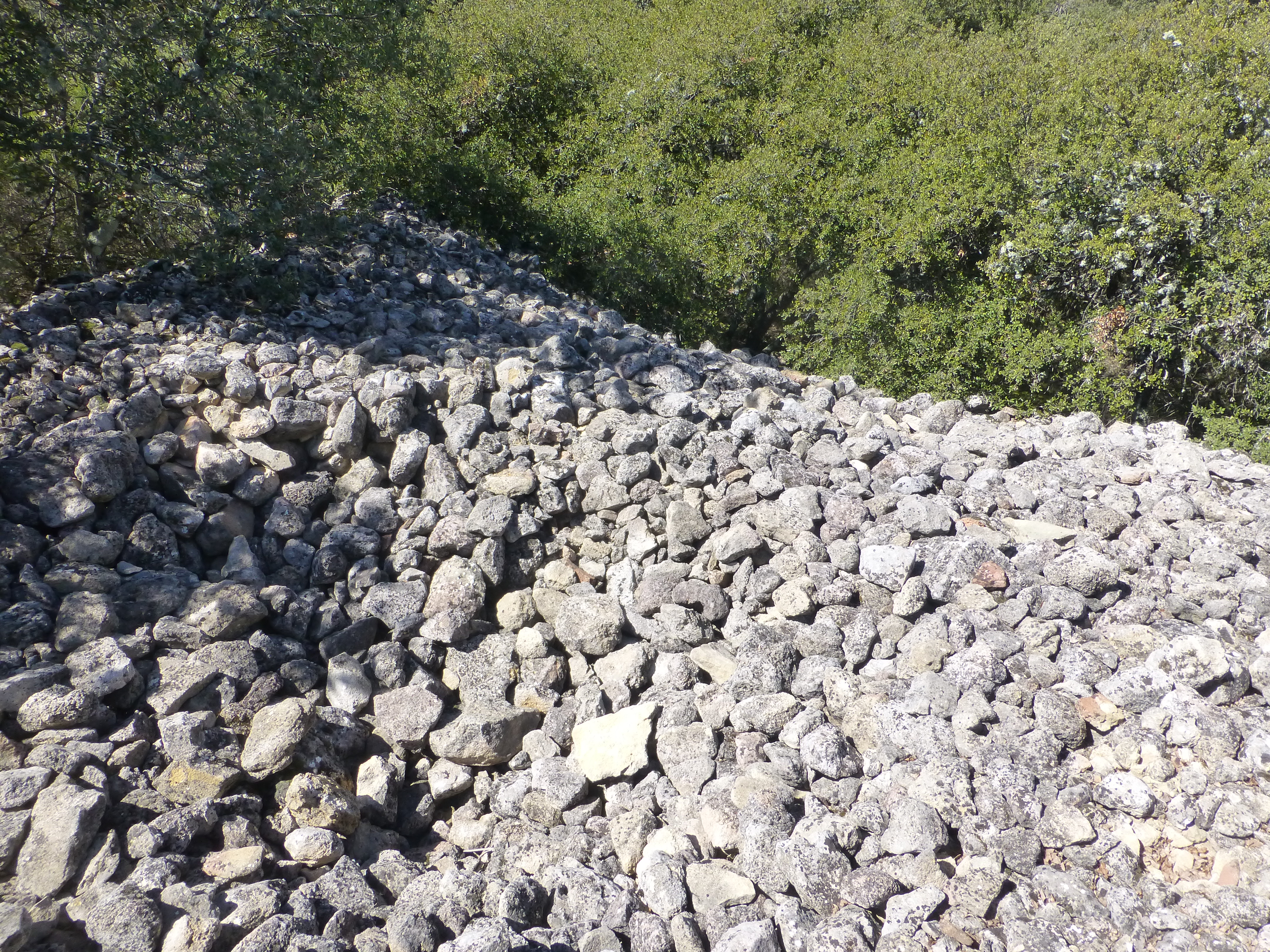
ruines d'un bâtiment majeur (tas de pierres sèches, d'environ 20m de longueur sur 2m de hauteur) au centre-est de l'oppidum.
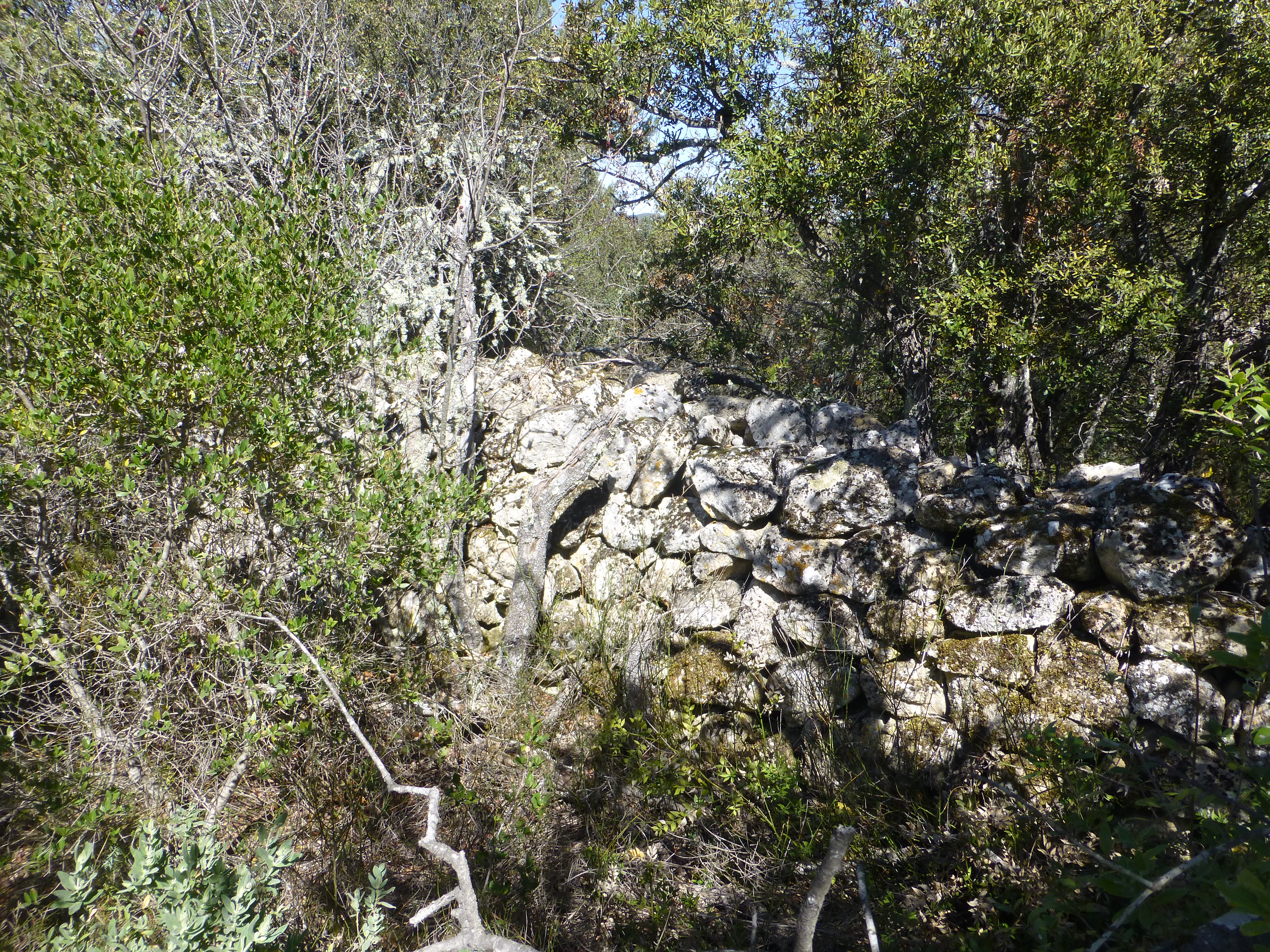
départ d'une « troisième enceinte » incomplète – ou mur intérieur –, à environ 100m à l'intérieur du rempart circulaire ;
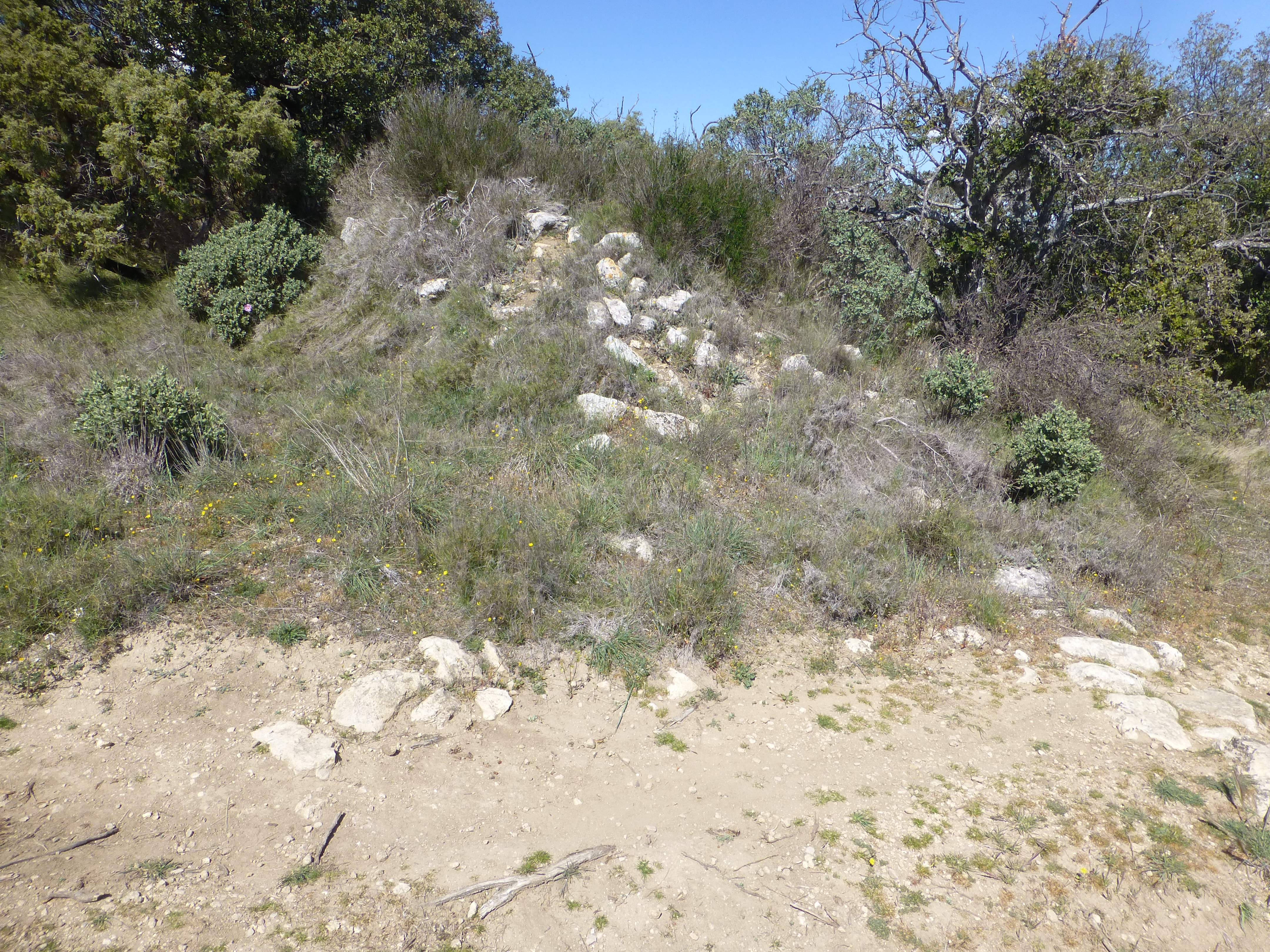
départ d'une « deuxième enceinte », située à environ 50m à l'intérieur du rempart protohistorique ;
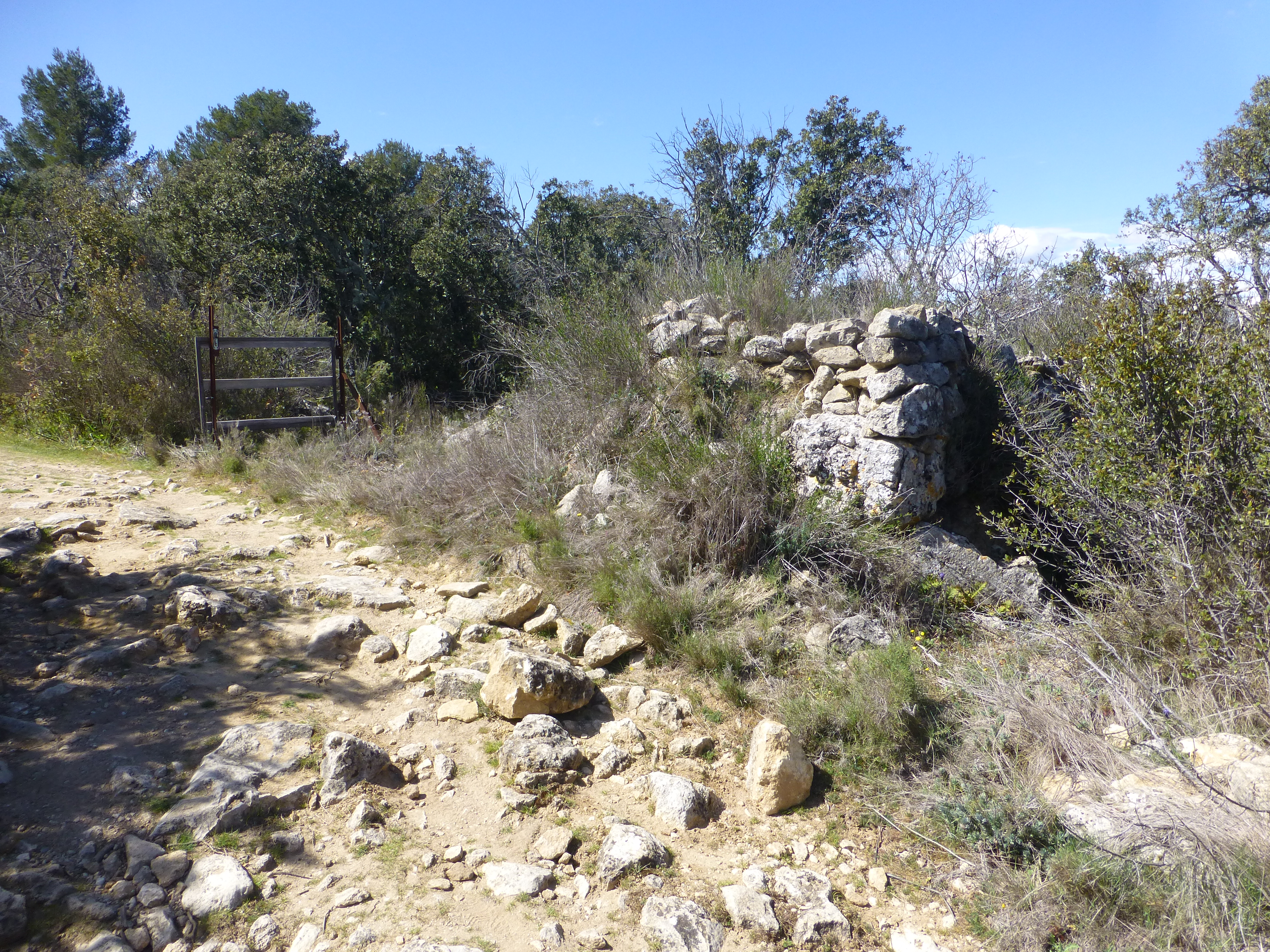
rempart et accès Est de l'oppidum ; le mur fait environ 1,2m d'épaisseur à sa base ; marques de dallage au sol, dans la continuité du mur, indiquant l'emplacement possible d'un portail.
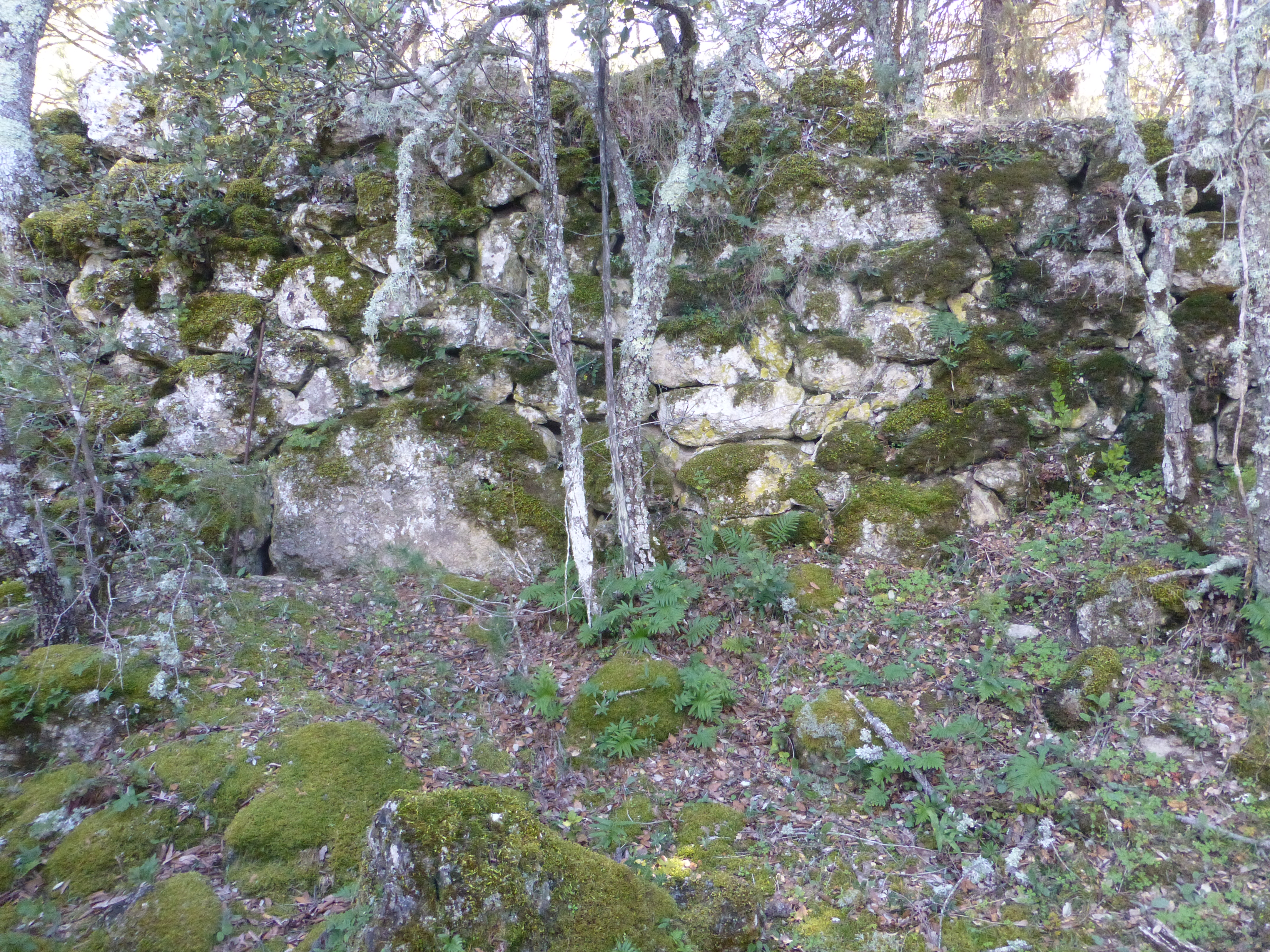
partie d'un mur de soutènement (ou terrasse de culture) côté nord ; cette construction semble suivre le rempart à quelques mètres à l'intérieur de l'oppidum ;

Une culture en terrasse a certainement existé sur le site, au vu des nombreuses terrasses et murs de soutènement suivant une pente douce (2-5°) au nord (voir photos ci-dessus).

## Géologie

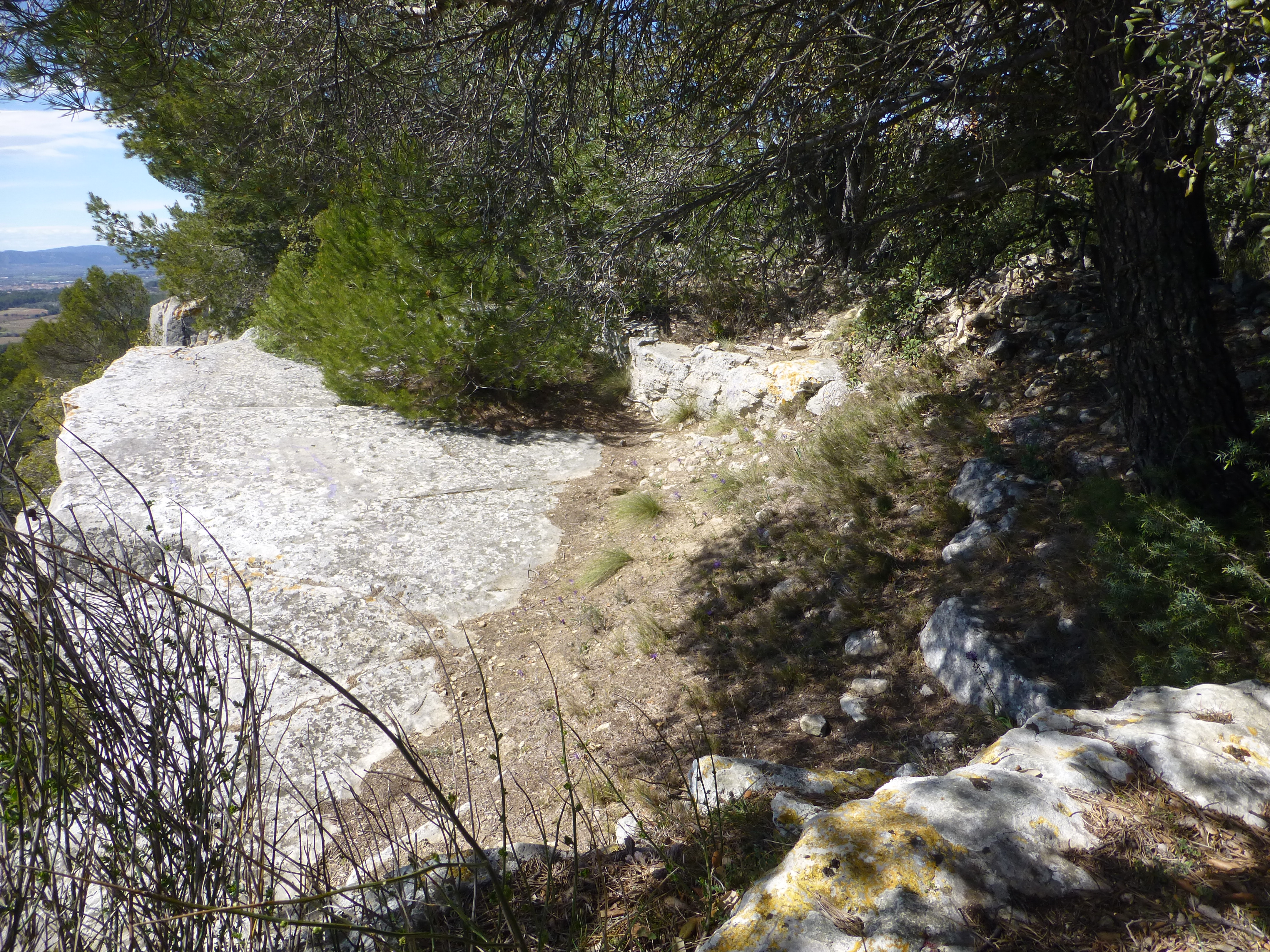
Une terrasse naturelle partiellement aménagée (à droite) à l'Oppidum de Saint-Julien.

Contrairement à d'autres sites locaux (Cadenet, Villelaure, Pertuis, etc.), la géologie de son sol présente un dallage calcaire majoritaire, avec quelques poches de poudingue (molasse et tertiaire supérieur).

## Protection
Le site de l'oppidum ne bénéficie, en 2023, d'aucune protection architecturale.
La colline Saint-Julien est un Géosite du Géoparc mondial UNESCO du Luberon.